# Barrage de Bort-les-Orgues
Le barrage de Bort-les-Orgues est un barrage en béton situé sur la Dordogne, sur les communes de Bort-les-Orgues (Corrèze) et de Lanobre (Cantal), retenant le lac homonyme. Il s'agit d'une des plus grandes retenues françaises pour un barrage en béton.

## Géographie
Le barrage de Bort-les-Orgues est situé en France, sur les communes de Bort-les-Orgues (Corrèze) et de Lanobre (Cantal), dans le Massif central.
Il retient les eaux de la Dordogne. Exploité par EDF, il est placé sous le contrôle de la DRIRE Limousin.

## Histoire
Le projet de barrage rencontre une opposition limitée, mais trouve son sens dans une volonté de la France de refuser la dépendance en charbon au Royaume-Uni et à l’Allemagne. Dès 1939, des experts fonciers démarchent les habitants des trois villages qui seront engloutis (Port-Dieu, Mialet et Valette), prédisant des offres d'achat très intéressantes et l'assurance d'exploiter les terres jusqu'à la mise en eau. Il est également prévu de submerger le château de Val, dont la propriétaire sera expropriée en 1948, mais une révision de la hauteur initialement envisagée permettra au château d'échapper à l'engloutissement.
En 1941, le conseil municipal de Bort-les-Orgues s’est opposé à la construction du barrage et à la fin de la Seconde Guerre mondiale près de 500 communes s’étaient mobilisées contre la suppression de la ligne de chemin de fer reliant Paris à Béziers, passant par la vallée de la Dordogne et s’arrêtant à la gare de Bort.
Les travaux débutent en juin 1942, avec un chantier de 300 personnes qui évitent ainsi le STO. Les conditions sont particulièrement difficiles : le chantier sera plusieurs fois emporté par les crues de la Dordogne, et les avaries multiples feront 23 morts au cours du chantier. Au cours des travaux, on découvre que les conditions géologiques ne correspondent pas aux prévisions et complexifient encore la mise en œuvre du barrage. Des travaux supplémentaires sont nécessaires, et en particulier la consolidation des fondations. En 1949, le nombre de travailleurs sur le chantier est porté à 1 500.
Les vannes du barrage sont fermées le 1er mars 1951, et la retenue se remplit en quelques semaines. Les travaux sont finalisés en 1952, ils auront duré dix ans.
L'importante quantité d'eau ainsi retenue submerge une partie de la ligne Bourges - Miécaze de la SNCF, plus précisément le tronçon Eygurande - Bort-les-Orgues, ainsi que les villages de Port-Dieu, Mallet et Vallette. Il était prévu que la ligne soit déviée à l'ouest, en utilisant le tronçon Eygurande - Ussel, puis une voie nouvellement construite devait continuer d'assurer la liaison ferroviaire Ussel - Bort-les-Orgues. Cette section a été mise en travaux mais ceux-ci ont été rapidement abandonnés. Bort-les-Orgues a par la suite subi les fermetures de lignes ferroviaires vers Neussargues et Miécaze (près d'Aurillac), qui se dirigeaient vers le sud. La disparition et le non-remplacement de la seule ligne venant du nord est à l'origine de cet abandon ferroviaire, dans une gare qui fut autrefois un centre de correspondances assez important.
En juillet 1957, un joint de la conduite forcée de Granges, qui amène les eaux de la Rhue, se rompt. Cet incident a provoqué une inondation dans certaines rues de la ville, causant une belle frayeur aux habitants.
Le 29 mai 1972, la vidange décennale est précédée d'une exploration par la capsule du commandant Cousteau.

## Description
Le barrage a une hauteur de 120 mètres et possède une retenue longue de 21 km permettant de nombreuses activités nautiques. C'est la troisième plus grande retenue française pour un barrage en béton (hors DROM-COM).
Il est équipé d'un évacuateur de crue, de type « saut à ski » en raison de sa forme, capable d'assurer un débit de 1 200 m3/s d'eau. Cet évacuateur n'a jamais servi en dehors de tests.
Chaque année, 45 à 50 % de l’eau sont livrés par le barrage de Vaussaire dans le Cantal via la Rhue.

## Usine

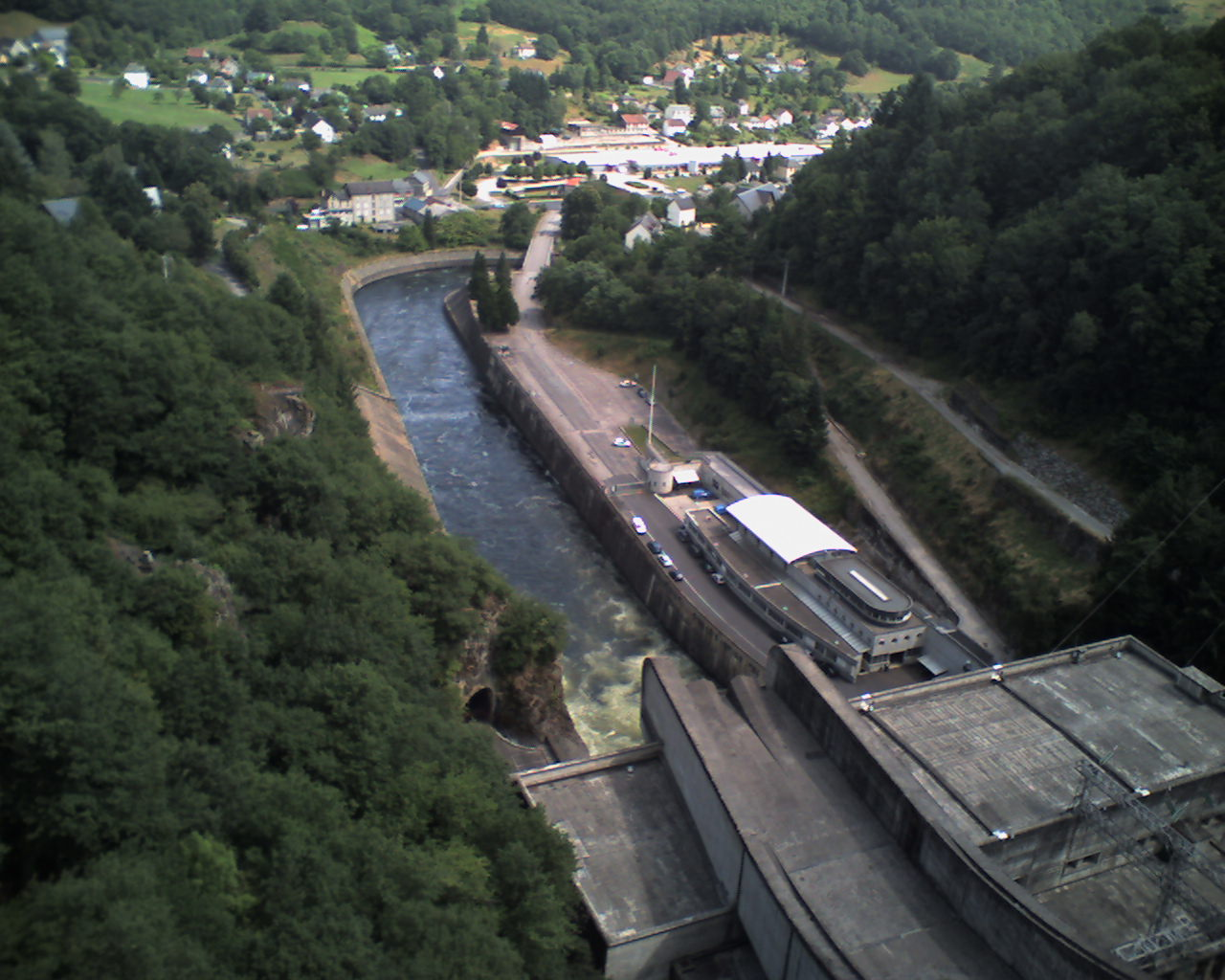
Vue du complexe hydroélectrique et d'une partie de la ville depuis le haut du barrage.

L'usine hydroélectrique possède trois turbines de type Francis :
- deux groupes principaux de puissance maximale 250 MVA pour un débit turbiné maximum de 250 m3/s ;
- un groupe de restitution de puissance maximale 3,5 MVA pour un débit turbiné maximum de 3 m3/s.
- deux groupes auxiliaires de 450 kVA.

La hauteur de chute nominale est de 114,8 mètres.
Le barrage de Bort-les-Orgues permet d'alimenter en électricité plus de 128 000 foyers.

## Hydrologie
À l'amont du barrage, le bassin versant de la Dordogne s'étend sur 1 010 km2. Les débits augmentent fortement en période de crue :
- débit moyen : 40,07 m3/s ;
- crue décennale : 380 m3/s (estimation) ;
- crue mesurée en 1952 : 477 m3/s ;
- crue centennale : 670 m3/s (estimation) ;
- crue millénale : 1 154 m3/s[3] (estimation).

Le barrage atténue les crues vers l'aval par une élévation du niveau d'eau de son bassin de retenue de 25 cm, pour atteindre sa cote de plus hautes eaux (PHE) de 542,75 m NGF. Le barrage possède deux vannes, de 8,25 m par 11,50 m, qui permettent un débit à plus hautes eaux de 1 200 m3/s, largement dimensionné par rapport aux débits de crue estimés. Le dernier essai en conditions réelles a été réalisé le 26 juin 2012.

## Analyse des risques et conséquences
L'exploitant du barrage, EDF, a réalisé une analyse des risques de rupture du barrage dans le cadre extrême d'une crue décamillennale (ayant une probabilité d'une chance sur 10 000 de se produire chaque année). Les risques de tremblement de terre et de glissement de terrain dans le bassin de retenue n'ont pas été retenus.
La hauteur de la lame d'eau résultant de la rupture du barrage, ainsi que le temps (t) d'arrivée ont été évalués en aval, :
- à Soursac (21 km) : 70 mètres de hauteur, t = 16 minutes ;
- à Chalvignac et Tourniac (48 km) : 56 m, t = 39 min ;
- à Beaulieu-sur-Dordogne : 33 m, t = 2 heures 36 min ;
- à Bretenoux (112 km) : 15 m, t = 2 heures 47 min ;
- à Souillac : 20 m, t = 5 heures 27 min ;
- à Cazoulès (156 km) : 22 m, t = 5 heures 43 min ;
- à Limeuil (217 km) : 18 m, t = 10 heures 23 min ;
- à Bergerac : 19 m, t = 14 heures 13 min ;
- à Saint-Pierre-d'Eyraud (274 km) : 15 m, t = 15 heures 55 min ;
- à Sainte-Foy-la-Grande : 13 m, t = 20 heures 33 min ;
- à Castillon-la-Bataille (313 km) : 9 m, t = 21 heures 20 min ;
- à Cubzac-les-Ponts (352 km) : 1,8 m, t = 26 heures 25 min.

Les temps d'arrivée sont à majorer de 24 heures car l'exploitant doit avertir les autorités 24 heures avant le risque de rupture. Au passage de l'onde de crue, les barrages de Marèges, de l'Aigle, du Chastang et du Sablier à Argentat seraient également détruits.
Face à ces risques, un Plan Particulier d'Intervention (PPI) a été élaboré en octobre 2007.

## Tourisme
Depuis sa mise en service en 1952, le barrage de Bort-les-Orgues attire de nombreux visiteurs chaque année. Il existe, depuis juillet 2011, un espace de visite (appelé Espace EDF) situé au pied du barrage, à côté de l'usine hydroélectrique. Ouvert toute l'année, ce lieu pédagogique, ludique et interactif accueille les visiteurs qui peuvent découvrir les différents moyens de production d'électricité et leur fonctionnement. L'Espace EDF du barrage de Bort-les-Orgues est aussi un lieu de sensibilisation aux économies d'énergie et à la protection de la faune et de la flore. Par an entre 14 000 et 18 000 personnes viennent visiter cet Espace EDF.

## Environnement
L’installation joue également un rôle important dans la sécurisation de l’écosystème de l’ensemble de la région[pas clair], en régulant la Dordogne. Les ingénieurs à l’origine de la construction ont notamment anticipé le débit de la crue millénale, en installant un évacuateur de crue. Encore jamais utilisé, il a notamment fait l’objet de travaux de maintenance en 2012 .
En 2015, le barrage aurait également joué un rôle déterminant dans la protection de l’environnement en empêchant des « tonnes de sédiments déversées dans la rivière Dordogne après l'ouverture d'une vanne à La Bourboule » de se propager plus en aval.